# Francesca Ferretti
Francesca Ferretti (Reggio Emilia, 15 febbraio 1984) è una pallavolista italiana, palleggiatrice dell'OSGB Campagnola.

## Carriera
Francesca Ferretti nel 1998 entra a far parte del Giovolley Reggio Emilia, squadra che milita nel campionato di serie B2, restando per due stagioni. Nel 2000 è al Club Italia.
Nella stagione 2001-2002 fa il suo esordio in serie A1 grazie all'ingaggio della Pallavolo Sirio Perugia; la stagione successiva passa alla Pallavolo Chieri, contribuendo alla promozione del club in serie A1. Al termine della stagione ottiene la prima convocazione nella nazionale italiana.
Dal 2003 e fine al 2005 è al Volley Modena, in serie A1: non vince nulla a livello di club mentre con la nazionale ottiene due medaglie d'argento al World Grand Prix. Nella stagione 2005-06 e quella successiva è nuovamente al Chieri Volley: proprio nel 2007 con la nazionale vince la medaglia d'oro al campionato europeo ed una medaglia d'oro alla Coppa del Mondo, giocando le ultime tre decisive partite contro Cuba, Brasile e Stati Uniti da titolare. Nel 2008 vince la medaglia di bronzo al World Grand Prix.
Nella stagione 2007-08 viene ingaggiata dal Robursport Volley Pesaro, dove milita per cinque annate, inanellando una serie di successi che partono dalla Coppa CEV 2007-08 per proseguire con una Coppa Italia e tre scudetti e Supercoppe italiane consecutivi.
Nella stagione 2012-13 passa al River Volley di Piacenza, dove resta per due annate con cui vince due Coppe Italia, due scudetti e la Supercoppa italiana 2013. Nella stagione 2014-15 si trasferisce in Azerbaigian per giocare con il Rabitə Bakı Voleybol Klubu, che lascia nel febbraio 2015, tornando a giocare per il finale di stagione a Modena, questa volta per la LJ Volley. Nella stagione 2016-17 viene ingaggiata nuovamente dal River Volley: al termine della stagione 2017-18 annuncia il proprio ritiro dall'attività agonistica.
Ritorna in campo a metà dell'annata 2020-21 accasandosi all'OSGB Campagnola, in Serie B2.

## Palmarès

### Club
- Campionato italiano: 5

2007-08, 2008-09, 2009-10, 2012-13, 2013-14
- Coppa Italia: 3

2008-09, 2012-13, 2013-14
- Supercoppa italiana: 4

2008, 2009, 2010, 2013
- Coppa CEV: 1

2007-08

### Nazionale (competizioni minori)
- Montreux Volley Masters 2004
- Montreux Volley Masters 2005
- Trofeo Valle d'Aosta 2004
- Trofeo Valle d'Aosta 2005
- Trofeo Valle d'Aosta 2008

### Premi individuali
- 2001 - Campionato europeo under 18: Miglior palleggiatrice
- 2002 - Campionato mondiale under 20: Miglior servizio
- 2007 - Coppa CEV: Miglior palleggiatrice
- 2008 - Trofeo Valle d'Aosta: Miglior palleggiatrice